# Джоенн Гуд
Джоенн Гуд  (англ. Joanne Goode, 17 листопада 1972) — британська бадмінтоністка, олімпійська медалістка.

## Виступи на Олімпіадах
| Олімпіада    | Дисципліна    | Місце |
| ------------ | ------------- | ----- |
| Атланта 1996 | мікст         | =9    |
| Атланта 1996 | парний розряд | =9    |
| Сідней 2000  | мікст         | 3     |
| Сідней 2000  | парний розряд | =5    |
| Афіни 2004   | парний розряд | =9    |